# Dorotea kyrka
Dorotea kyrka är en kyrkobyggnad som tillhör Dorotea-Risbäcks församling i Luleå stift. Kyrkan ligger samhället Dorotea i Dorotea kommun.

## Kyrkobyggnaden
År 1799 erhöll Bergvattnets kapellag rätten att bilda eget pastorat som fick namnet Dorotea efter Gustav IV Adolfs hustru drottning Fredrika Dorotea Vilhelmina av Baden. Kyrkan var då nästan helt färdigbyggd. Byggmästare var Jon Mattson i Lajksjön som fick hjälp av 41 församlingsbor. År 1844 byggdes kyrkan ut så att den rymde upptill 600 personer.
Den 17 augusti 1932 brann kyrkan ned och en ny uppfördes på de gamla grundmurarna. Kyrkan uppfördes av trä efter ritningar av Evert Milles och invigdes i december 1934. Planformen är rektangulär. Ytterväggarna är vitputsade och genombryts av rundbågiga fönster. Långhuset har ett kopparklätt sadeltak och tornet kröns av en lanternin med svängda takfall. I tornets bottenvåning finns ett cirkelrunt vapenhus.
Kyrkorummet har ett spegelvälvt trätak, vitputsade väggar och ett golv av trä. En enkel rundbåge avskiljer koret från övriga kyrkorummet.

## Inventarier
- Två skulpturer av Carl Milles finns i kyrkans ägo: Ängeln samt Paulus på väg till Damaskus och mötet med Kristus.
- De båda kyrkklockorna göts 1933 i Ystad.
- Altartavlan är målad av Torsten Nordberg.

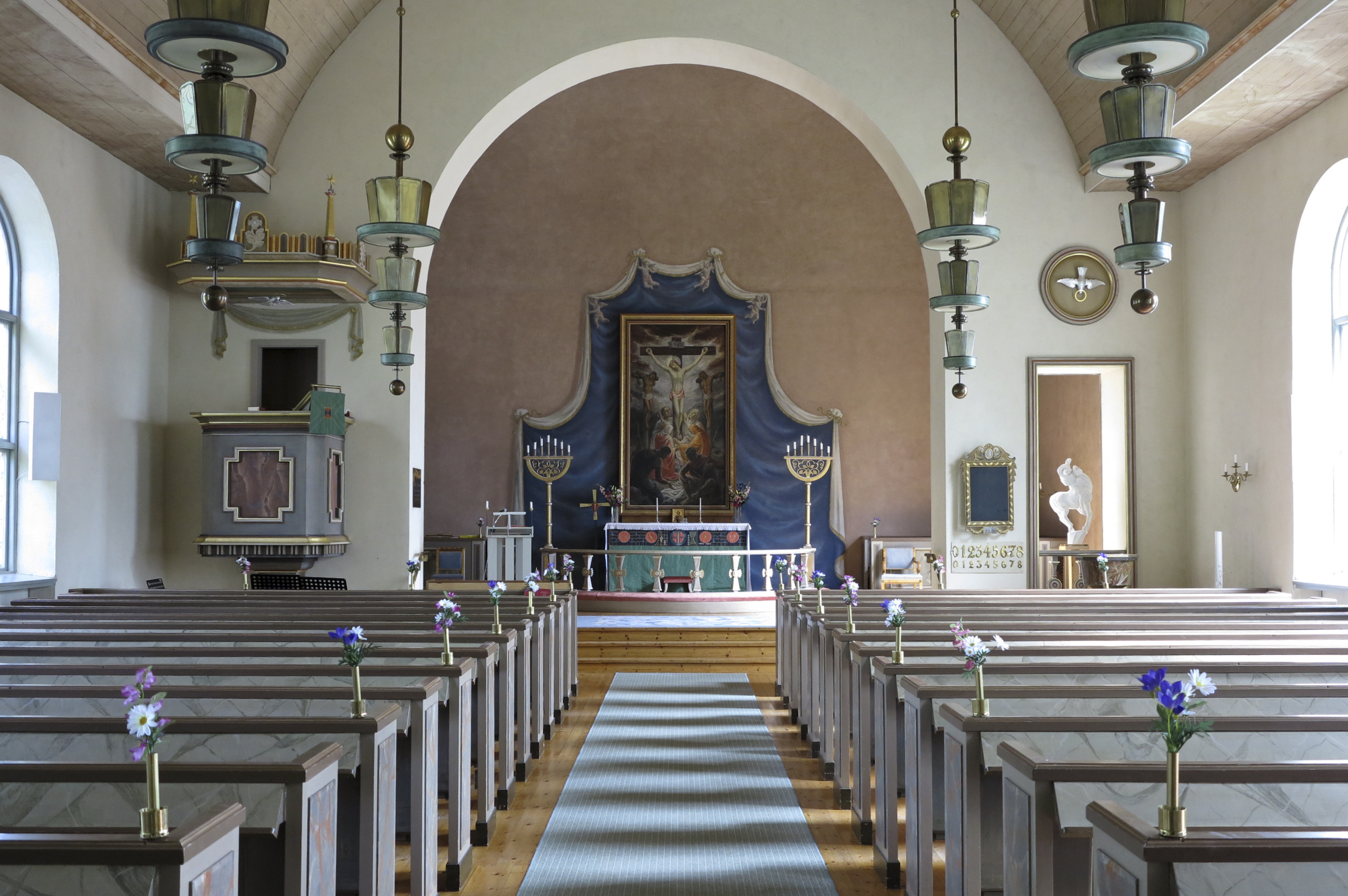
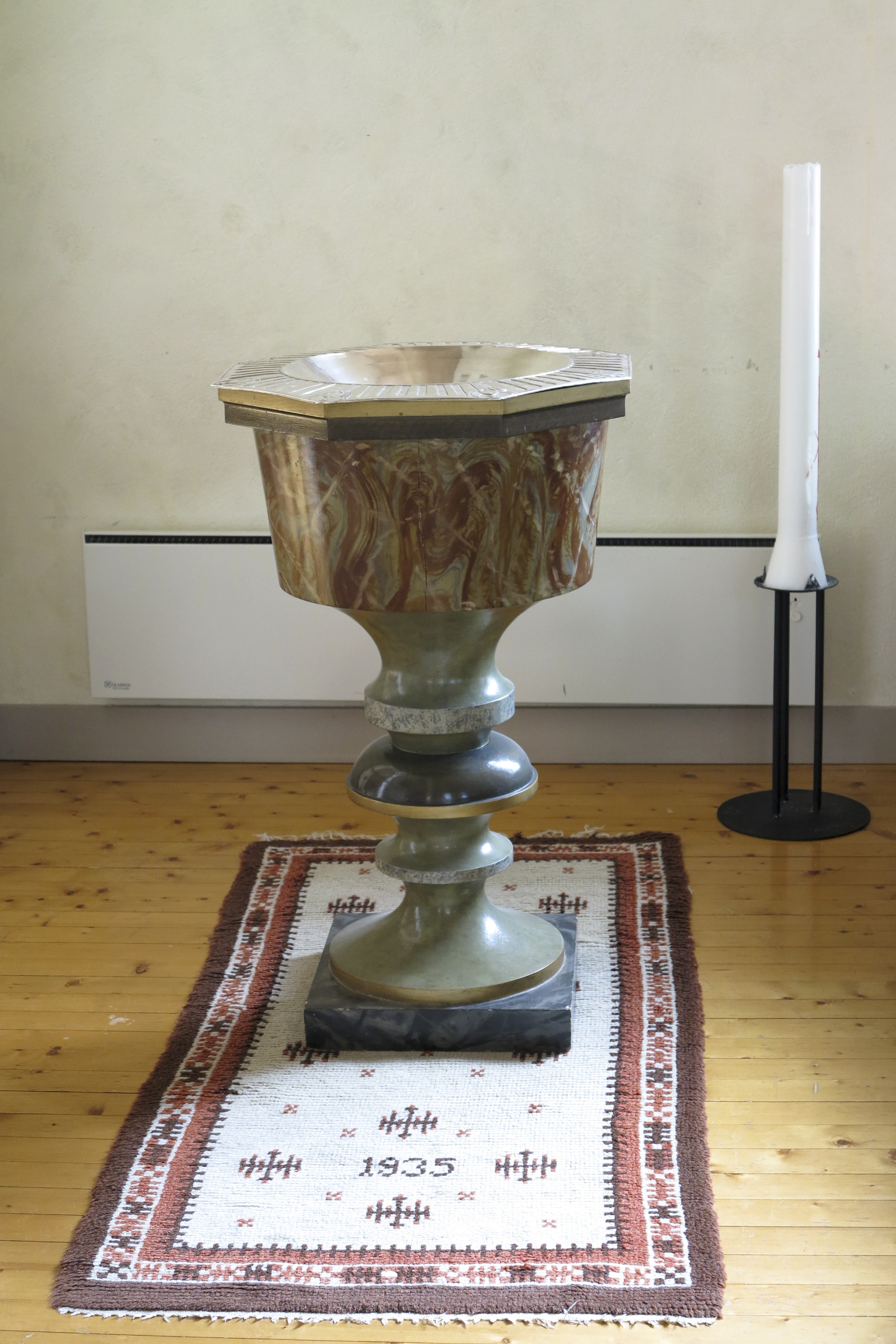
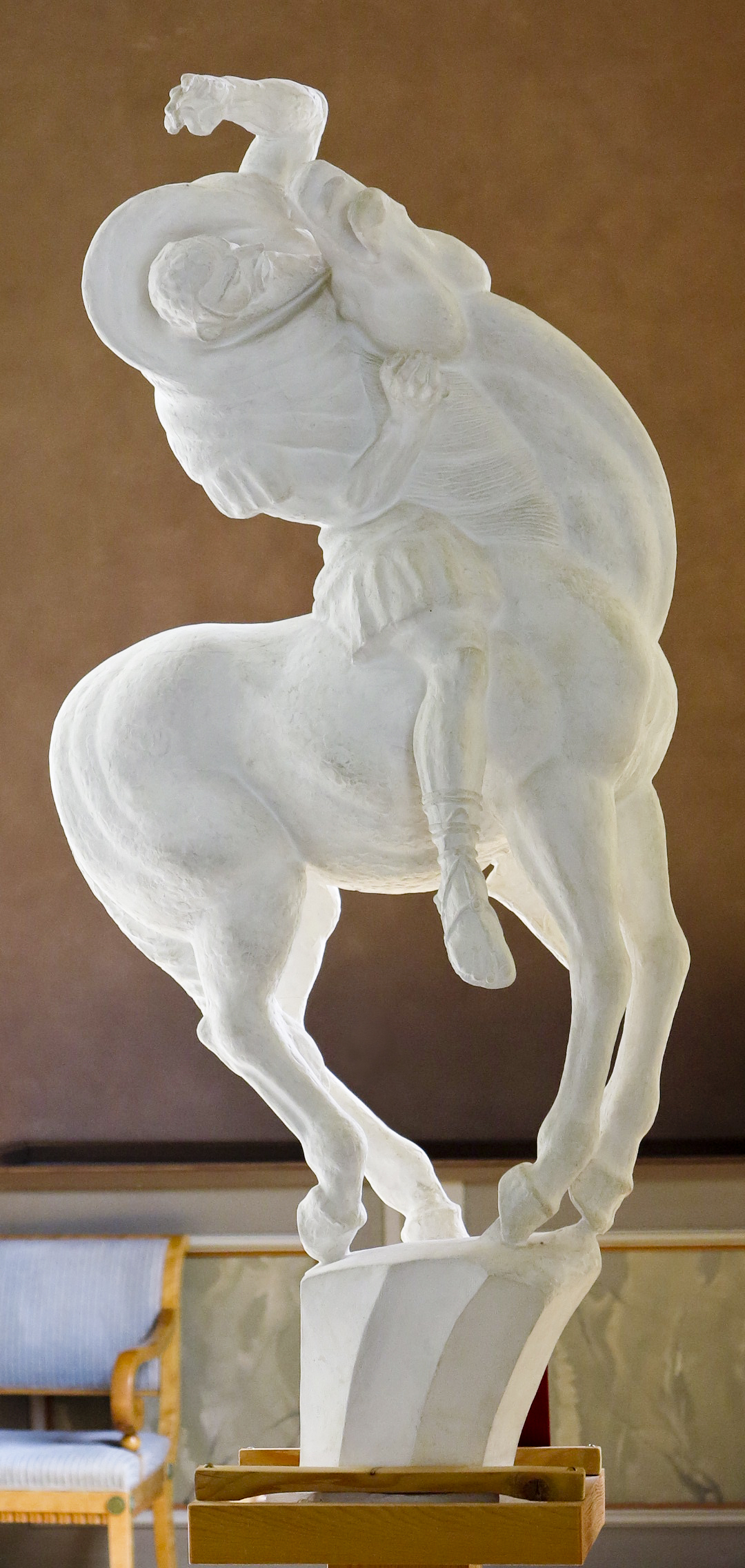
Paulus på väg till Damaskus
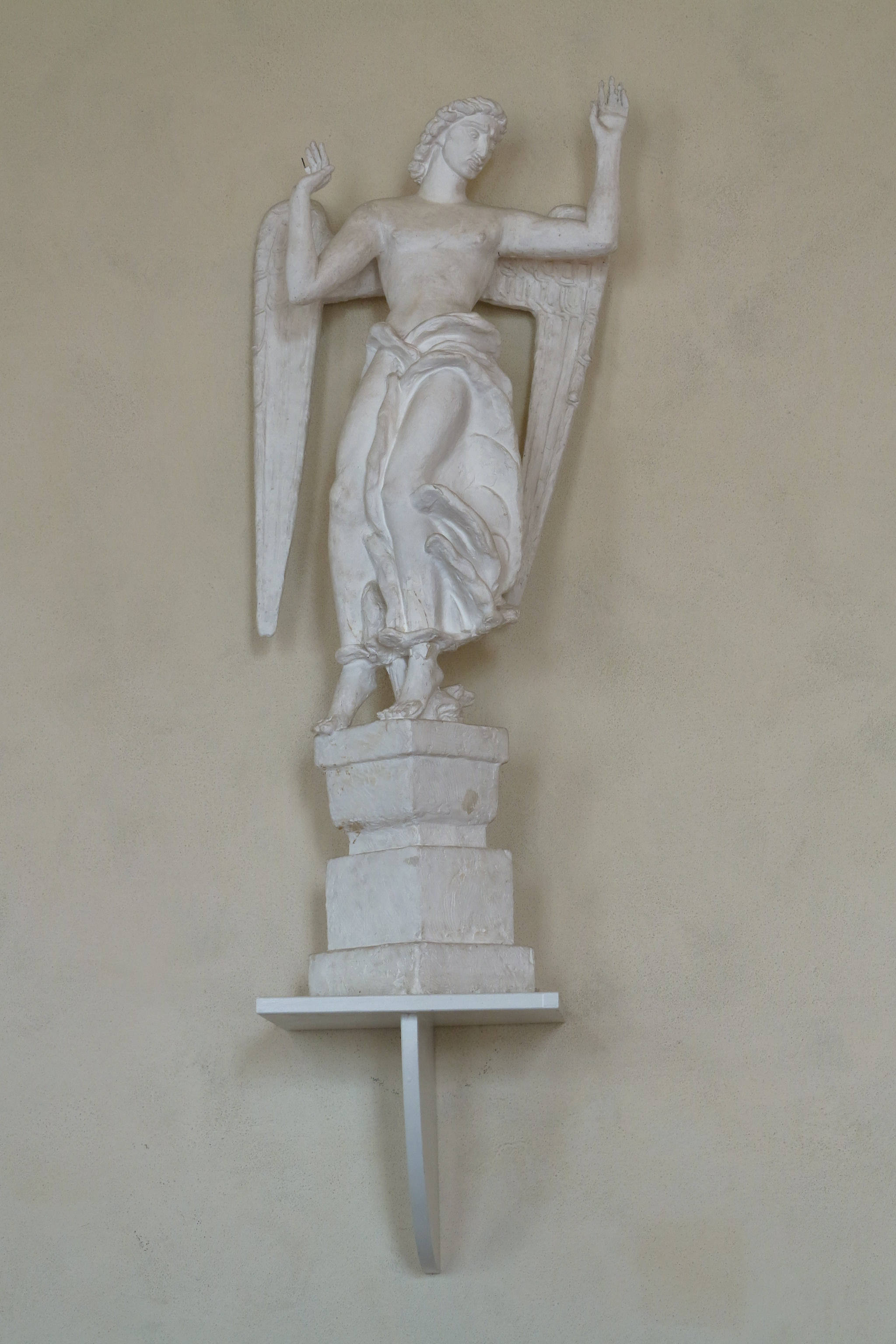
Ängeln
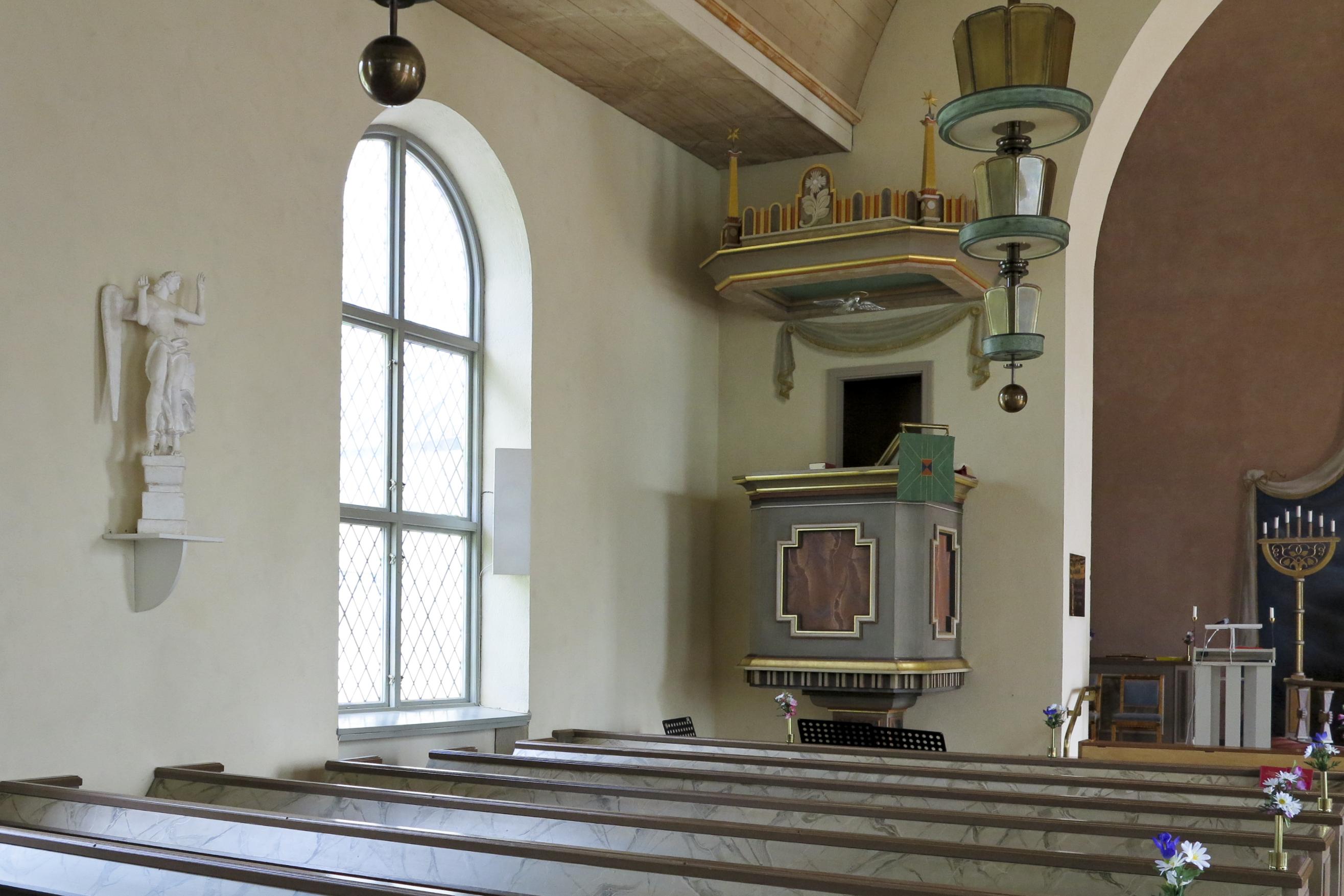
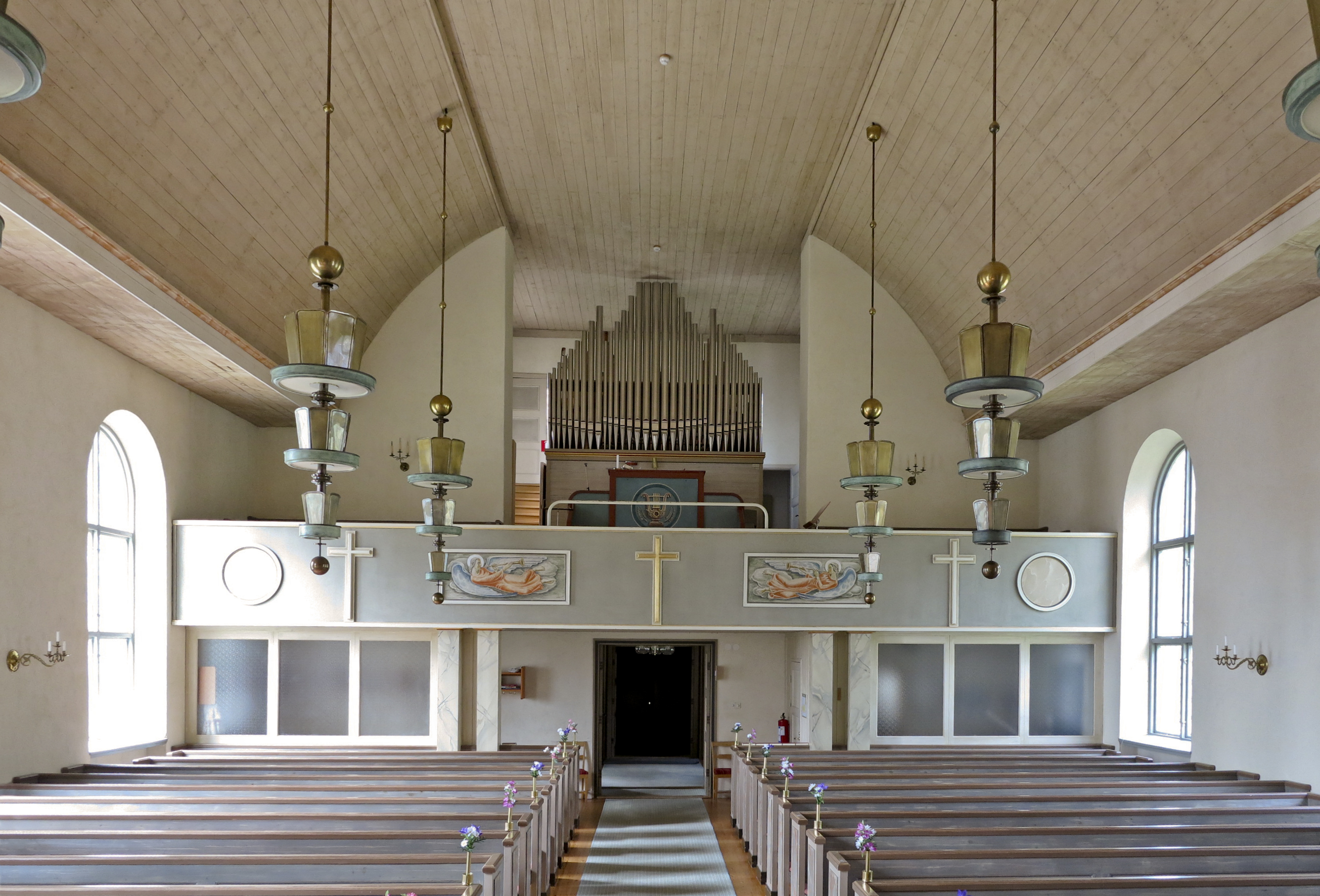
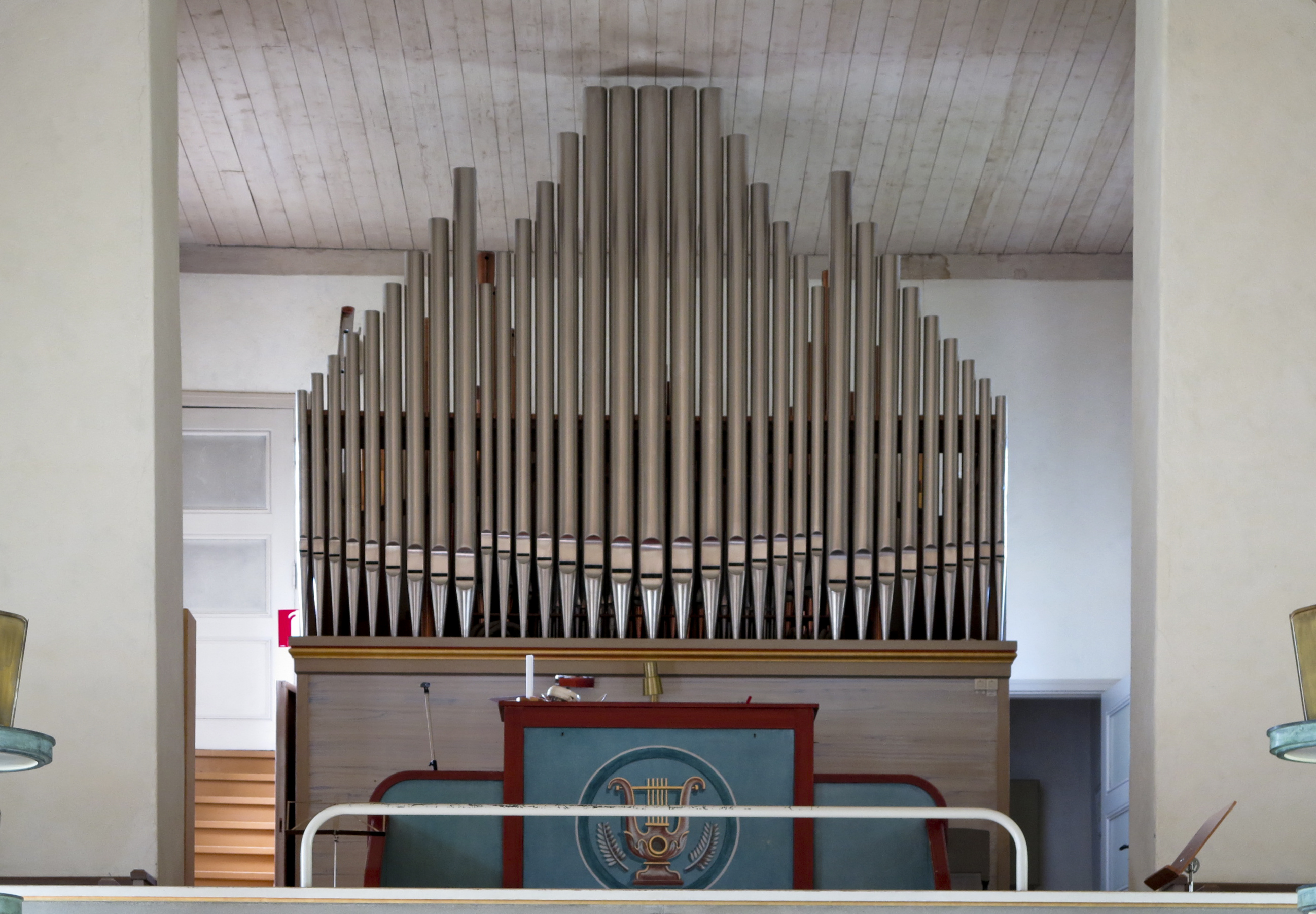
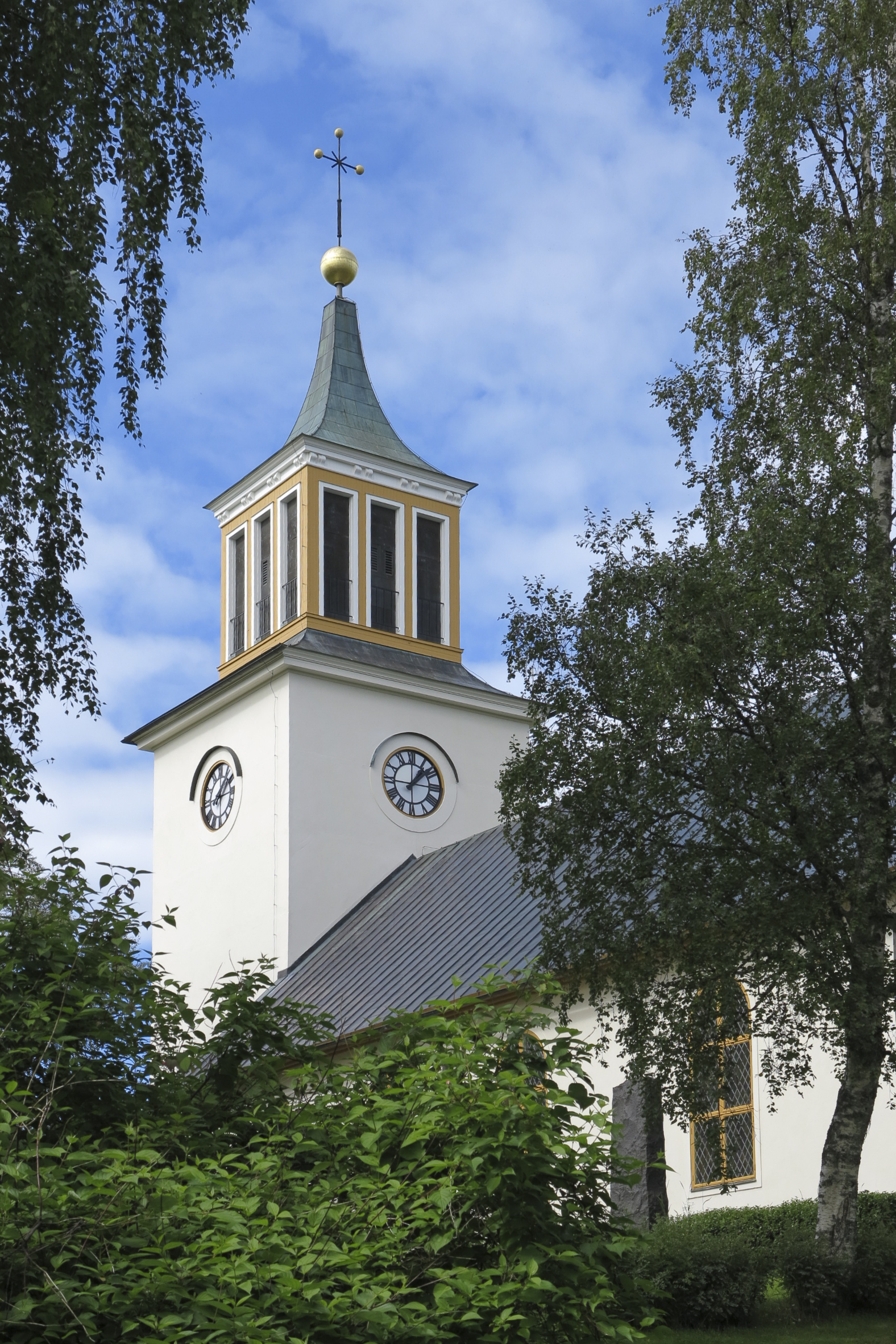
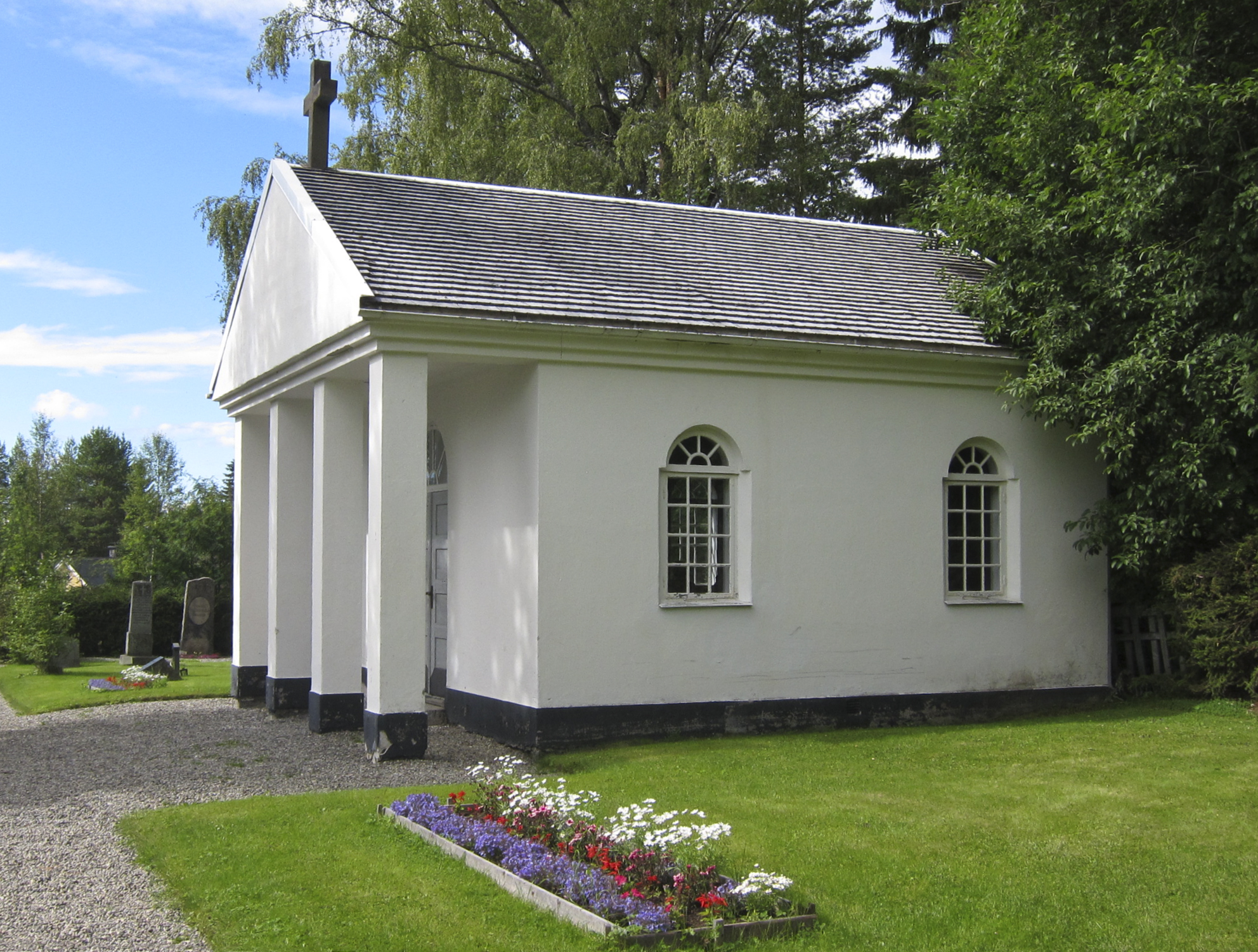
Kapellet för Nattvarden

### Orgel
- 1890 bygger Christian Schuster, Östersund en orgel med 8 stämmor. Den förstördes i branden 1932.
- 1934 bygger Åkerman & Lunds Nya Orgelfabriks AB, Sundbybergs stad en orgel med 15 stämmor, två manualer och pedal.
- Den nuvarande orgeln är byggd 1968 av Gustaf Hagström Orgelverkstad AB, Härnösand och är en mekanisk orgel. Fasade är från 1934 års orgel.

| Huvudverk I  | Svällverk II      | Pedal         | Koppel |
| Principal 8' | Salicional 8'     | Subbas 16´    | I/P    |
| Rörflöjt 8'  | Gedakt 8'         | Gedakt 8´     | II/P   |
| Oktava 4'    | Principal 4'      | Oktava 4'     | II/I   |
| Flöjt 4'     | Nasat 2 2/3'      | Fagottbas 16' |        |
| Waldflöjt 2' | Blockflöjt 2'     |               |        |
| Mixtur III   | Cymbel III        |               |        |
| Trumpet 8'   | Krumhorn 8'       |               |        |
|              | Tremulant         |               |        |
|              | Crescendosvällare |               |        |

## Skulpturgruppen Nattvarden

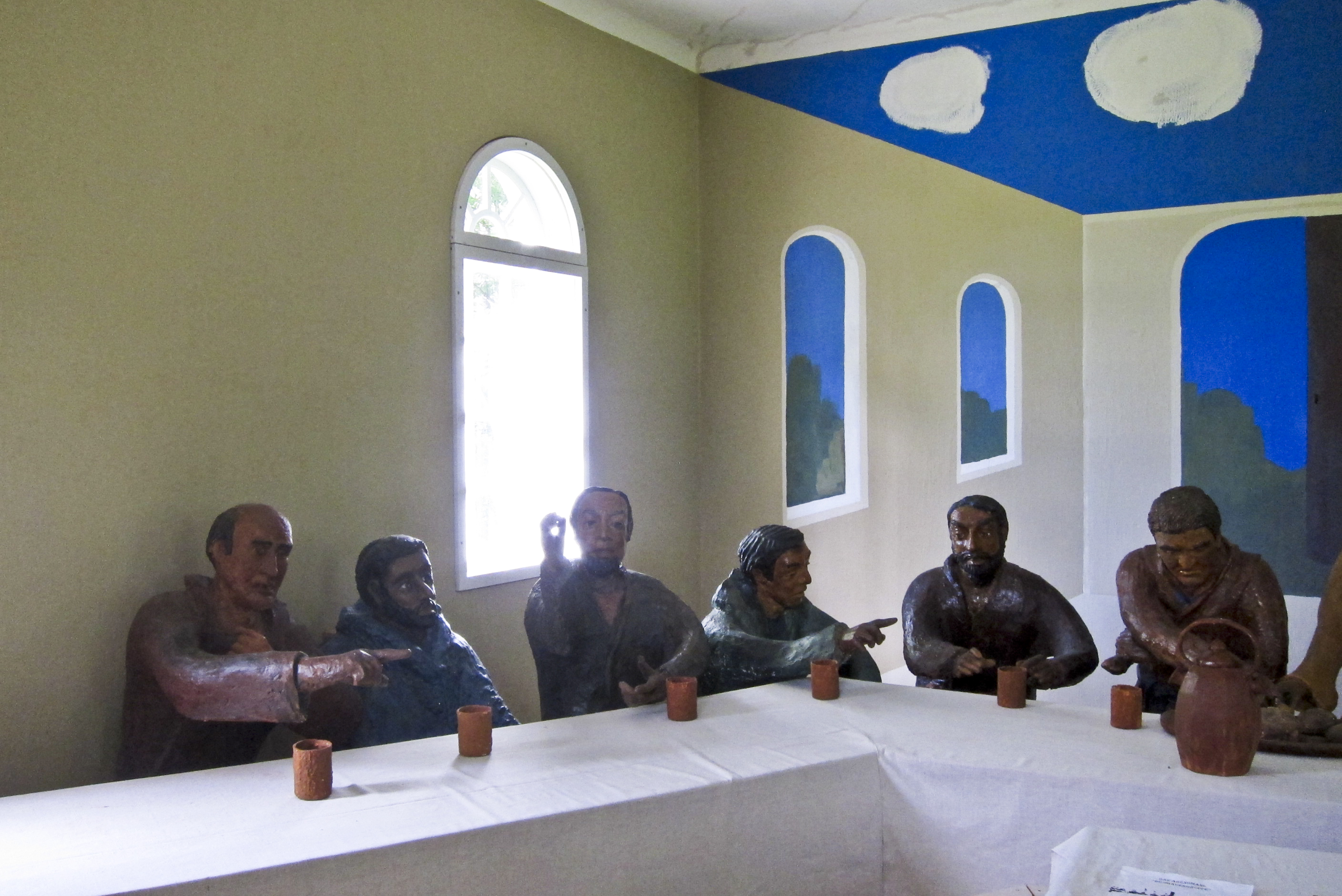
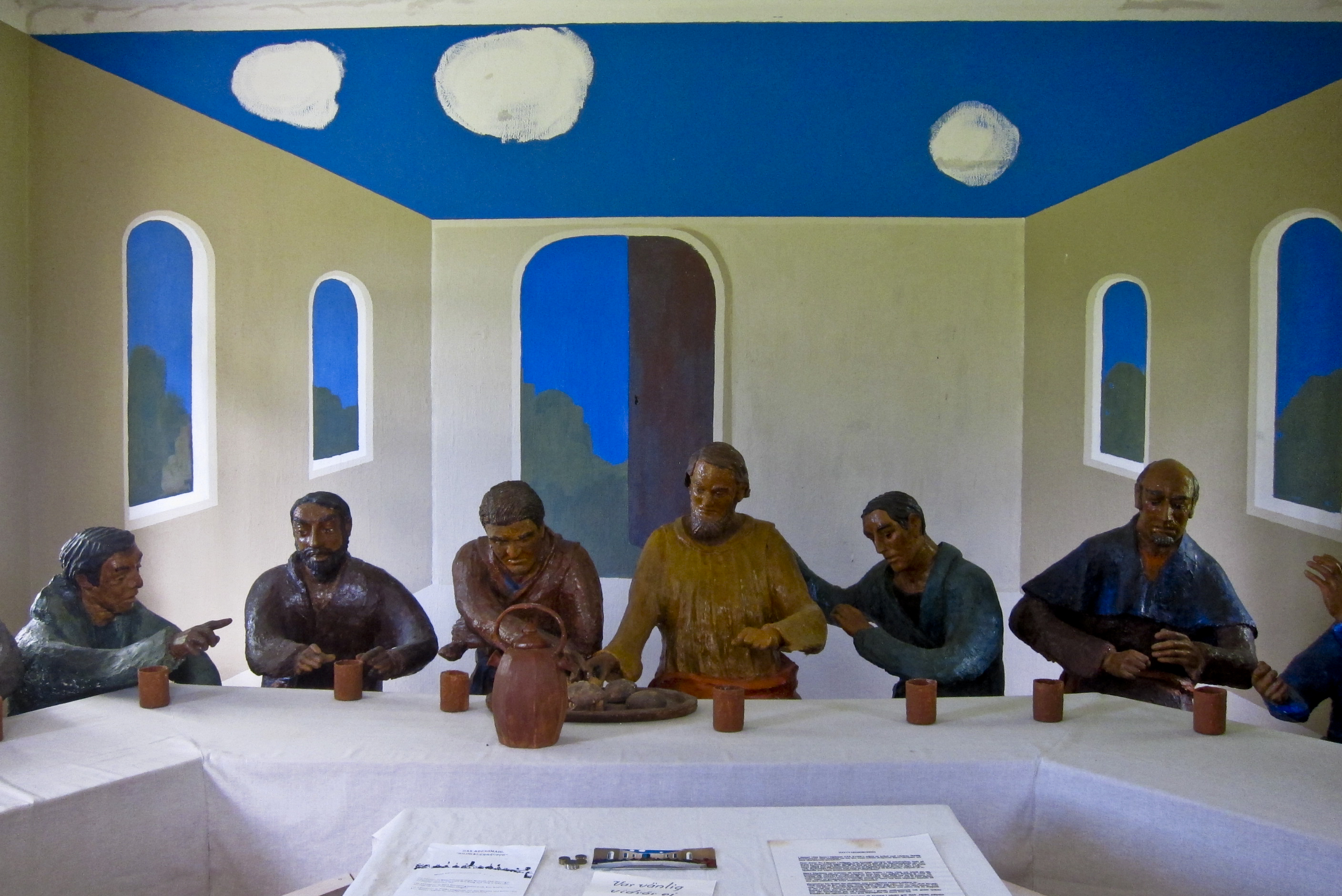
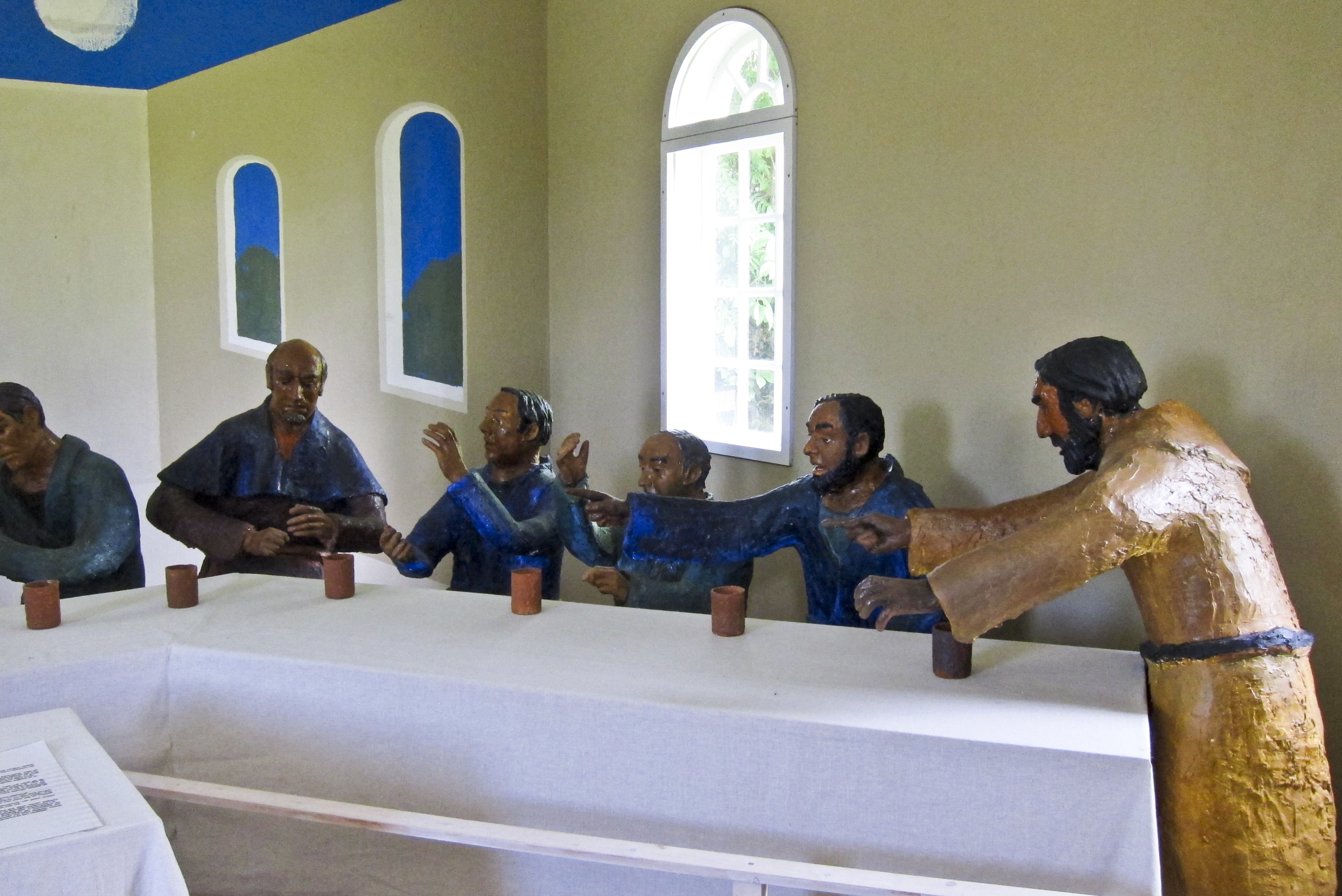

Skulpturgrupp av den norske konstnären Björn Martinius (1908–1968). Gruppen färgsattes av konstnären Arne Bohman. Konstverket visar det ögonblick då Jesus pekar ut förrädaren:

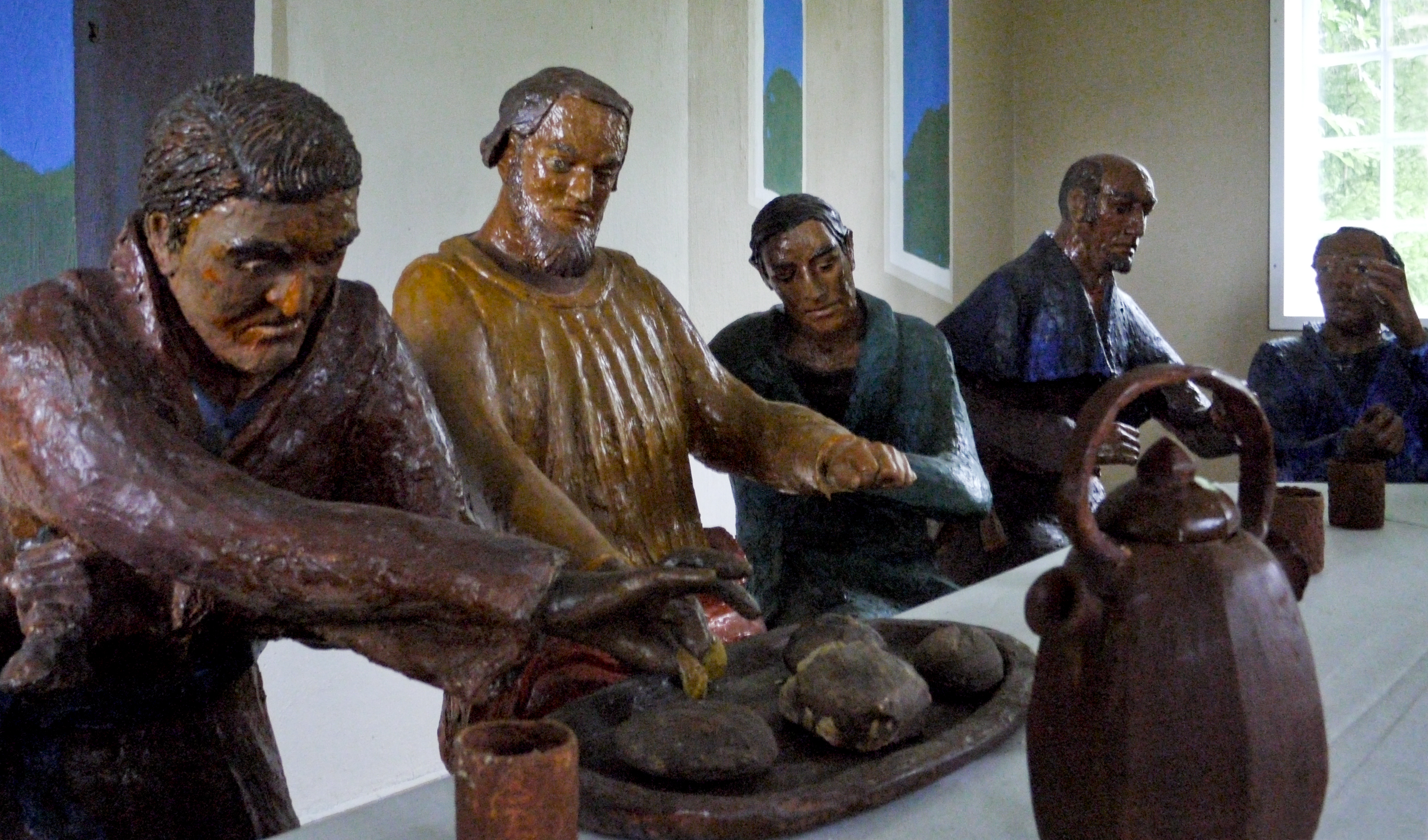

| ” | På kvällen lade han sig till bords med de tolv. Medan de åt sade han: "Sannerligen, en av er skall förråda mig." De blev mycket bedrövade och började fråga honom, en efter en: "Det är väl inte jag, herre?" Han svarade: "Den som doppade handen i skålen tillsammans med mig, han skall förråda mig." (Matt 25:20–23) | „ |

### Webbkällor
- anläggningspresentation